# Амбер-В'ю-Гайтс (Міссурі)
Амбер-В'ю-Гайтс (англ. Umber View Heights) — селище (англ. village) в США, в окрузі Седар штату Міссурі. Населення — 41 особа (2020).

## Географія
Амбер-В'ю-Гайтс розташований за координатами 37°37′24″ пн. ш. 93°48′13″ зх. д. / 37.62333° пн. ш. 93.80361° зх. д. (37.623402, -93.803555).  За даними Бюро перепису населення США в 2010 році селище мало площу 0,16 км², уся площа — суходіл.

## Демографія
Згідно з переписом 2010 року, у селищі мешкало 48 осіб у 25 домогосподарствах у складі 16 родин. Густота населення становила 299 осіб/км².  Було 30 помешкань (187/км²).
Расовий склад населення:
| - 97,9 % — білих |

До двох чи більше рас належало 2,1 %. Частка іспаномовних становила 0,0 % від усіх жителів.
За віковим діапазоном населення розподілялося таким чином: 14,6 % — особи молодші 18 років, 54,1 % — особи у віці 18—64 років, 31,3 % — особи у віці 65 років та старші. Медіана віку мешканця становила 54,0 року. На 100 осіб жіночої статі у селищі припадало 84,6 чоловіків;  на 100 жінок у віці від 18 років та старших — 95,2 чоловіків також старших 18 років.
Середній дохід на одне домашнє господарство  становив 67 921 долар США (медіана — 56 875), а середній дохід на одну сім'ю — 76 735 доларів (медіана — 83 750). 
Цивільне працевлаштоване населення становило 41 осіб. Основні галузі зайнятості: освіта, охорона здоров'я та соціальна допомога — 34,1 %, будівництво — 26,8 %, публічна адміністрація — 14,6 %, науковці, спеціалісти, менеджери — 9,8 %.